# Blepharella bicolor
Blepharella bicolor är en tvåvingeart som först beskrevs av Louis-Paul Mesnil 1968.  Blepharella bicolor ingår i släktet Blepharella och familjen parasitflugor. Inga underarter finns listade i Catalogue of Life.